# Alpha și Omega
Alfa și Omega (engleză Alpha and Omega) este un film de comedie și aventură apărut în anul 2010.
Durata filmului este de 90 de minute.
Acest film a fost difuzat prima oară în România pe canalul Boomerang.

## Teme Muzicale
| Nr. | Titlu                | Lungime |  |
| 1.  | „Pre Teen Wolves”    | 1:54    |  |
| 2.  | „Main Titles”        | 1:37    |  |
| 3.  | „Can-Do Was Jumped”  | 2:51    |  |
| 4.  | „Humphrey's Crew”    | 2:44    |  |
| 5.  | „Garth”              | 2:12    |  |
| 6.  | „Wolfnapped”         | 1:55    |  |
| 7.  | „Idaho or Bust”      | 2:12    |  |
| 8.  | „The Golfing Goose”  | 2:48    |  |
| 9.  | „Flying Fowl”        | 2:41    |  |
| 10. | „Searching for Kate” | 1:46    |  |
| 11. | „Eat Food, Get Gas”  | 2:05    |  |
| 12. | „Tails It Is”        | 2:00    |  |
| 13. | „Garth and Lilly”    | 2:34    |  |
| 14. | „Bears!”             | 3:23    |  |
| 15. | „Love Train”         | 2:07    |  |
| 16. | „Time's Up”          | 1:03    |  |
| 17. | „I Had Fun”          | 2:22    |  |
| 18. | „Unite the Packs”    | 2:43    |  |
| 19. | „Alphas and Omega”   | 3:04    |  |
| 20. | „Take the Valley”    | 3:02    |  |
| 21. | „Requiem for Kate”   | 1:27    |  |
| 22. | „Big Finish”         | 1:28    |  |

## Urmări
- Alpha și Omega 2: Aventuri de sărbători
- Alpha și Omega 3: Marile jocuri ale lupilor
- Alpha și Omega 4: Legenda dintelui ascuțit
- Alpha și Omega 5: Vacanță în familie